# ヒラ郡 (アリゾナ州)
ヒラ郡（英: Gila County）は、アメリカ合衆国アリゾナ州中部に位置する郡である。人口は5万3272人（2020年）。郡庁所在地はグローブである。
ヒラ郡内にはフォートアパッチインディアン居留地とサンカルロス・インディアン居留地の一部がある。

## 歴史
ヒラ郡は1881年2月8日に、隣接するマリコパ郡とピナル郡の一部を合わせて設立された。1889年の住民請願によってその境界は東のサンカルロス川まで拡大された。郡庁所在地は当初から鉱山町のグローブシティ、現在のグローブになっている。
1880年代、ヒラ郡内でアメリカ合衆国史の中でも犠牲の大きい抗争となった長期間の戦争が起こり、関係した家族はほとんど絶滅するまでになった。このプレザントバレー戦争（トントベースン抗争、あるいはトントベースン戦争とも呼ばれる）と呼ばれるこの抗争は、牛を飼うグレアム家と羊を飼うテュークスベリー家が対立したものだった。対抗意識が高まり敵対行為が始まると、フレデリック・ラッセル・バーナムが負け組み側に付いてこの抗争に関与した（バーナムは後に有名なスカウトになり、ボーイスカウトを作るきっかけとなった）。バーナムはこの抗争で多くの人を殺し、彼自身も賞金稼ぎによって殺される寸前までいったことがあった。有名な暗殺者であるトム・ホーンも雇われ者として関わったが、どちらの側に付いたかは明らかでない。双方が多くの者を殺され、その犯人が挙げられることはなかった。

## 地理

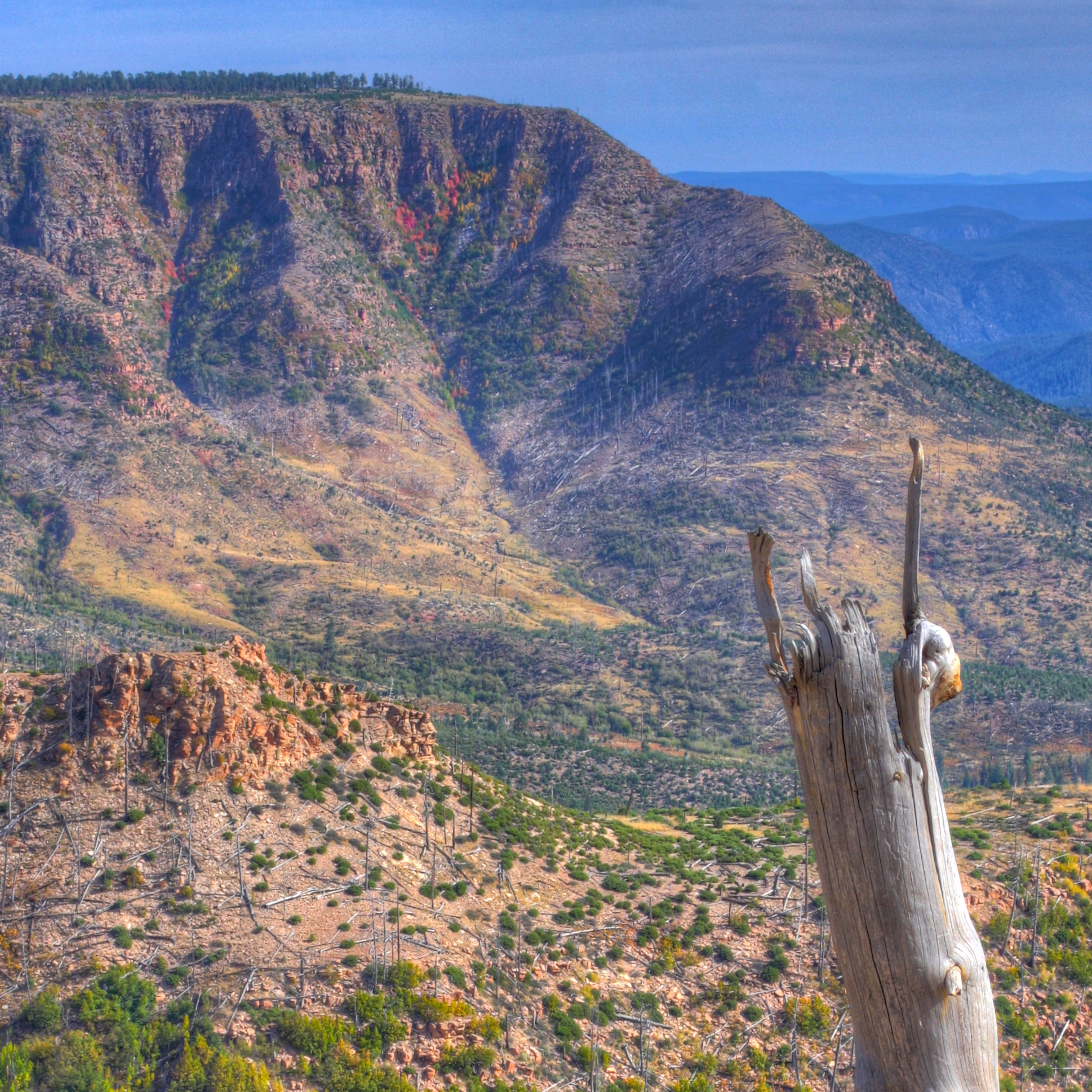
モゴヨンリム

アメリカ合衆国国勢調査局に拠れば、郡域全面積は4,795.74平方マイル (12,420.9 km2)であり、このうち陸地は4,767.70平方マイル (12,348.3 km2)、水域は28.03平方マイル (72.6 km2)で水域率は0.58%である。

### 隣接する郡
- ヤヴァパイ郡 - 北西
- マリコパ郡 - 西
- ピナル郡 - 南
- グレアム郡 - 南東
- ナヴァホ郡 - 東、北東
- ココニノ郡 - 北

### 国立保護地域
- ココニノ国立の森（部分）
- トント国立の森（部分）
- トント国立保護区

### 主要高規格道路
- アメリカ国道60号線
- アメリカ国道70号線
- アリゾナ州道77号線
- アリゾナ州道87号線
- アリゾナ州道188号線
- アリゾナ州道260号線

## 人口動態
以下は2000年国勢調査による人口統計データである。
| 基礎データ - 人口: 51,335人 - 世帯数: 20,140 世帯 - 家族数: 14,098 家族 - 人口密度: 4人/km2（11人/mi2） - 住居数: 28,189 軒 - 住居密度: 2軒/km2（6/mi2） 人種別人口構成 - 白人: 77.82% - アフリカン・アメリカン: 0.38% - ネイティブ・アメリカン: 12.92% - アジア人: 0.43% - 太平洋諸島系: 0.05% - その他の人種: 6.59% - 混血: 1.80% - ヒスパニック・ラテン系: 16.65% - 家庭でスペイン語を話す人口：9.84% - 家庭で西アパッチ語を話す人口：6.29% 年齢別人口構成 - 18歳未満: 25.1% - 18-24歳: 6.4% - 25-44歳: 22.3% - 45-64歳: 26.4% - 65歳以上: 19.8% - 年齢の中央値: 42歳 - 性比（女性100人あたり男性の人口） - 総人口: 96.8 - 18歳以上: 94.2 | 世帯と家族（対世帯数） - 18歳未満の子供がいる: 26.3% - 結婚・同居している夫婦: 55.1% - 未婚・離婚・死別女性が世帯主: 10.8% - 非家族世帯: 30.0% - 単身世帯: 25.8% - 65歳以上の老人1人暮らし: 12.3% - 平均構成人数 - 世帯: 2.50人 - 家族: 2.99人 収入と家計 - 収入の中央値 - 世帯: 30,917米ドル - 家族: 36,593米ドル - 性別 - 男性: 31,579米ドル - 女性: 22,315米ドル - 人口1人あたり収入: 16,315米ドル - 貧困線以下 - 対人口: 17.4% - 対家族数: 12.6% - 18歳未満: 25.9% - 65歳以上: 7.9% |

## 都市と町

ヒラ郡の編入済み領域（灰色）と未編入領域、およびインディアン居留地（灰色線）

### 都市
- グローブ（郡庁所在地）

### 町
- ペイソン
- ヘイデン（一部はピナル郡に跨っている）
- マイアミ
- スターバレー
- ウィンケルマン（一部はピナル郡に跨っている）

### 国勢調査指定地域
- キャニオンデイ
- セントラルハイツ・ミッドランドシティ
- クレイプール
- ギスラ
- ペリドット
- パイン
- サンカルロス
- ストローベリー
- トントベースン
- トップ・オブ・ザ・ワールド
- ヤング

### その他の町
- コールズランチ
- パンキンセンター